# Fier (Fluss)
Der Fier [fjɛʁ] (früher italienisch Fiero) ist ein Gebirgsfluss in Frankreich, der im Département Haute-Savoie in der Region Auvergne-Rhône-Alpes verläuft. Er entspringt im Gemeindegebiet von Manigod, an der Nordflanke des Mont Charvin, einem Gipfel der Chaîne des Aravis. Er durchfließt die Täler von Manigod und Thônes und durchbricht wenige Kilometer östlich der Stadt Annecy die Schlucht Défilé de Dingy, bei Dingy-Saint-Clair. Von dort, bis zum Stadtrand von Annecy, befindet sich eine von Paddlern befahrbare Wildwasserstrecke. Einige Kilometer westlich, bei Annecy-le-Vieux, durchbricht der Fluss die (unbefahrbare) Schlucht Gorges du Fier und mündet nach rund 72 Kilometern beim Ort Châteaufort, Gemeinde Motz, als linker Nebenfluss in die Rhône.

## Orte am Fluss
- Manigod
- Thônes
- Annecy
- Annecy-le-Vieux
- Hauteville-sur-Fier
- Rumilly
- Châteaufort, Gemeinde Motz